# 1ª Divisão 1971 (hockey su pista)
La 1ª Divisão 1971 è stata la 31ª edizione del torneo di primo livello del campionato portoghese di hockey su pista. La competizione ha avuto inizio il 4 aprile e si è conclusa il 22 ottobre 1971.
Il titolo è stato conquistato dal Grupo Desportivo de Lourenço Marques per la seconda volta nella sua storia.

## Stagione

### Formula
La 1ª Divisão 1971 vide i club partecipanti divisi in gironi regionali; ogni girone fu organizzato con un girone all'italiana, con gare di andata e ritorno. Erano assegnati tre punti per l'incontro vinto e due punti a testa per l'incontro pareggiato, mentre ne era attribuito uno solo per la sconfitta. Al termine delle eliminatorie le migliori quattro squadre si qualificarono alla fase finale; la vincitrice venne proclamata campione di Portogallo.

## Campeonato metropolitano

### Zona Norte
|  | Pos. | Squadra           | Pt | G  | V  | N | P  | GF  | GS  | DR   |
|  | ---- | ----------------- | -- | -- | -- | - | -- | --- | --- | ---- |
|  | 1.   | Porto             | 45 | 16 | 14 | 1 | 1  | 139 | 51  | +88  |
|  | 2.   | Infante de Sagres | 42 | 16 | 13 | 0 | 3  | 126 | 60  | +66  |
|  | 3.   | Valongo           | 40 | 16 | 12 | 0 | 4  | 150 | 59  | +91  |
|  | 4.   | Carvalhos         | 37 | 16 | 10 | 1 | 5  | 101 | 76  | +25  |
|  | 5.   | Académico Cambra  | 32 | 16 | 7  | 2 | 7  | 89  | 78  | +11  |
|  | 6.   | Fanzeres          | 26 | 16 | 4  | 2 | 10 | 97  | 101 | -4   |
|  | 7.   | Oliveirense       | 24 | 16 | 3  | 2 | 11 | 91  | 154 | -63  |
|  | 8.   | Espinho           | 23 | 16 | 4  | 0 | 12 | 72  | 110 | -38  |
|  | 9.   | Termas            | 18 | 16 | 1  | 0 | 15 | 56  | 232 | -176 |

Legenda:
  Qualificato al girone finale del campeonato metropolitano.
Note:
Tre punti a vittoria, due a pareggio, uno a sconfitta.

### Zona Sul
|  | Pos. | Squadra             | Pt | G  | V  | N | P  | GF  | GS  | DR   |
|  | ---- | ------------------- | -- | -- | -- | - | -- | --- | --- | ---- |
|  | 1.   | Juventude Salesiana | 46 | 18 | 13 | 2 | 3  | 118 | 57  | +61  |
|  | 2.   | CUF Barreiro        | 44 | 18 | 12 | 2 | 4  | 117 | 63  | +54  |
|  | 3.   | Benfica             | 42 | 18 | 11 | 2 | 5  | 131 | 59  | +72  |
|  | 4.   | Sporting CP         | 41 | 18 | 10 | 3 | 5  | 138 | 62  | +76  |
|  | 5.   | Oeiras              | 39 | 18 | 8  | 5 | 5  | 113 | 64  | +49  |
|  | 6.   | Paço de Arcos       | 39 | 18 | 10 | 1 | 7  | 130 | 78  | +52  |
|  | 7.   | Parede              | 35 | 18 | 7  | 3 | 8  | 117 | 79  | +38  |
|  | 8.   | Campo de Ourique    | 34 | 18 | 6  | 4 | 8  | 98  | 89  | +9   |
|  | 9.   | Rossiense           | 22 | 18 | 2  | 0 | 16 | 66  | 219 | -153 |
|  | 10.  | Torres Novas        | 18 | 18 | 0  | 0 | 18 | 19  | 277 | -258 |

Legenda:
  Qualificato al girone finale del campeonato metropolitano.
Note:
Tre punti a vittoria, due a pareggio, uno a sconfitta.

### Girone finale
|  | Pos. | Squadra             | Pt | G | V | N | P | GF | GS | DR  |
|  | ---- | ------------------- | -- | - | - | - | - | -- | -- | --- |
|  | 1.   | Infante de Sagres   | 15 | 6 | 4 | 1 | 1 | 19 | 12 | +7  |
|  | 2.   | Juventude Salesiana | 15 | 6 | 4 | 1 | 1 | 26 | 20 | +6  |
|  | 3.   | Porto               | 11 | 6 | 2 | 1 | 3 | 29 | 28 | +1  |
|  | 4.   | CUF Barreiro        | 7  | 6 | 0 | 1 | 5 | 11 | 25 | -14 |

Legenda:
      Vince il campeonato metropolitano e ammesso alla fase finale.
Note:
Tre punti a vittoria, due a pareggio, uno a sconfitta.

## Fase finale

### Classifica finale
|  | Pos. | Squadra                   | Pt | G | V | N | P | GF | GS | DR  |
|  | ---- | ------------------------- | -- | - | - | - | - | -- | -- | --- |
|  | 1.   | Lourenço Marques          | 14 | 6 | 4 | 0 | 2 | 23 | 10 | +13 |
|  | 2.   | Clube Ferroviário         | 12 | 6 | 2 | 2 | 2 | 21 | 27 | -6  |
|  | 3.   | Banco Comercial de Angola | 11 | 6 | 2 | 1 | 3 | 24 | 22 | +2  |
|  | 4.   | Infante de Sagres         | 11 | 6 | 2 | 1 | 3 | 17 | 26 | -11 |

Legenda:
      Campione di Portogallo e ammessa alla Coppa dei Campioni 1971-1972.
Note:
Tre punti a vittoria, due per il pareggio, uno a sconfitta.

### Risultati
| andata  | andata | Incontro                                    | ritorno | ritorno |
|         |        |                                             |         |         |
| 16 ott. | 3-2    | Clube Ferroviário-Lourenço Marques          | 3-2     | 20 ott. |
| 16 ott. | 6-4    | Infante de Sagres-Banco Comercial de Angola | 3-8     | 20 ott. |
| 17 ott. | 1-5    | Infante de Sagres-Lourenço Marques          | 1-4     | 21 ott. |

| andata  | andata | Incontro                                    | ritorno | ritorno |
|         |        |                                             |         |         |
| 17 ott. | 9-1    | Banco Comercial de Angola-Clube Ferroviário | 2-2     | 21 ott. |
| 18 ott. | 5-4    | Infante de Sagres-Clube Ferroviário         | 4-4     | 22 ott. |
| 18 ott. | 1-6    | Banco Comercial de Angola-Lourenço Marques  | 0-4     | 22 ott. |

| andata  | andata | Incontro                                    | ritorno | ritorno |
|         |        |                                             |         |         |
| 16 ott. | 3-2    | Clube Ferroviário-Lourenço Marques          | 3-2     | 20 ott. |
| 16 ott. | 6-4    | Infante de Sagres-Banco Comercial de Angola | 3-8     | 20 ott. |
| 17 ott. | 1-5    | Infante de Sagres-Lourenço Marques          | 1-4     | 21 ott. |

| andata  | andata | Incontro                                    | ritorno | ritorno |
|         |        |                                             |         |         |
| 17 ott. | 9-1    | Banco Comercial de Angola-Clube Ferroviário | 2-2     | 21 ott. |
| 18 ott. | 5-4    | Infante de Sagres-Clube Ferroviário         | 4-4     | 22 ott. |
| 18 ott. | 1-6    | Banco Comercial de Angola-Lourenço Marques  | 0-4     | 22 ott. |